# Sistema de triple anillo

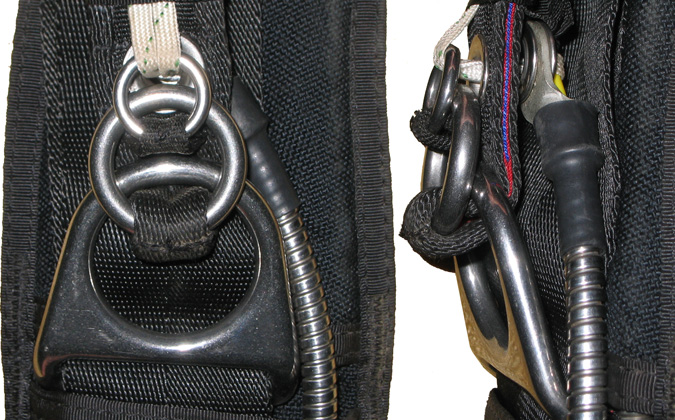
Sistema de triple anillo conectado a un paracaídas convencional

El sistema de triple anillo o 3 aros es un componente de funcionamiento mecánico utilizado en los equipos de paracaidismo para conectar las bandas del paracaídas principal al arnés-contenedor; este sistema permite la desconexión entre estos 2 componentes de manera rápida y sencilla gracias a la distribución de cargas entre cada anillo.

## Historia
Fue inventado por Bill Booth en los años 1970. Su gran popularidad se debe a que es un sistema simple, económico, confiable, eficiente y requiere de menos fuerza física para su accionamiento que cualquier otro sistema de desprendimiento.

## Funcionamiento
El anillo inferior está sujeto al contenedor (el cual mantiene todo el peso del paracaidista) y a las bandas a través del anillo del medio. Por último, el anillo superior está sujeto por un pequeño cordón, el cual a su vez está sujeto por un cable quien se encarga de mantener todo el sistema en el lugar. Al tirar de la manija o almohadilla de desprendimiento, este cable libera el cordón haciendo que se liberen los anillos en cascada, provocando una reacción en cadena que terminan con la desconexión de ambos componentes.

Animación del desprendimiento de un sistema de triple anillo.